# 阿格尼斯·恰瓦斯
阿格尼斯·恰瓦斯（1986年7月31日—），拉脱维亚男子篮球运动员。他曾代表拉脱维亚参加2020年夏季奥林匹克运动会男子三对三篮球比赛，获得一枚金牌。